# Arnon Buspha
Arnon Buspha (tiếng Thái: อานนท์ บุษผา, sinh ngày 27 tháng 3 năm 1988), còn được biết với tên đơn giản Non (tiếng Thái: นนท์) là một cầu thủ bóng đá người Thái Lan thi đấu ở vị trí tiền đạo cho câu lạc bộ ở Thai League 2 Lampang.

## Câu lạc bộ
Đội tuyển
| Năm       | Câu lạc bộ          | Giải đấu                                 |
| --------- | ------------------- | ---------------------------------------- |
| 2002-2009 | Nakhon Sawan        |                                          |
| 2009-2010 | BEC Tero Sasana     | Giải bóng đá Ngoại hạng Thái Lan         |
| 2011      | Nonthaburi          | Regional League Division 2               |
| 2011      | Chonburi            | Giải bóng đá Ngoại hạng Thái Lan         |
| 2012      | Samut Sakhon (mượn) | Regional League Division 2               |
| 2013      | Looktabfah          | Regional League Division 2               |
| 2013      | Chiangmai           | Regional League Division 2               |
| 2014      | Bangkok             | Giải bóng đá hạng nhất quốc gia Thái Lan |
| 2015      | Ubon UMT United     | Regional League Division 2               |
| 2016      | Ubon UMT United     | Giải bóng đá hạng nhất quốc gia Thái Lan |

## Danh hiệu

### Câu lạc bộ
Ubon UMT United
- Regional League Division 2: 2015